# Возвращение к 36 ступеням Шаолиня
«Возвращение к 36 ступеням Шаолиня» (иер. трад. 少林搭棚大師 / 少林三十六房續集, ютпхин: Siulam dāppāng dāisi / Siulam sāmsap luk fong zukzāp, пиньинь: Shǎolín dāpéng dàshī / Shǎolín sānshíliù fáng xùjí, буквально: «Шаолиньский мастер-крышеклад / Продолжение 36 комнат Шаолиня») — гонконгский кунгфу-фильм режиссёра Лау Калёна, он же Лю Цзялян, с Гордоном Лю в главной роли, снятый на киностудии Shaw Brothers.

## Сюжет
Картина повествует историю жизни небольшой общины красильщиков во время маньчжурского владычества над Китаем.
Один из работников красильни, возмущенный тем, что их босс, наняв маньчжурских работников, урезал зарплаты рабочим на 20%, устраивает забастовку и говорит, что рабочие не вернутся на красильню, пока зарплата не станет прежней. Однако им не удается уйти, так как нанятые маньчжуры, обученные боевому искусству, по приказу босса избивают рабочих шестами. Поневоле работники соглашаются на новые условия.
Гордон Лю играет уличного прохиндея Чжоу Жэньцзе, младшего брата работника той самой красильни, который, обрившись под монаха, собирает на улицах подаяние «по велению Будды» и продаёт фальшивые "лекарства из храма Шаолинь". Его подбирают предприимчивые рабочие-красильщики, и, выдавая Жэньцзе за легендарного мастера боевых искусств монаха Сань Дэ, устраивают боевое шоу. Впрочем, обман вскоре вскрывается, но опозоренный герой не падает духом и решает отправиться в монастырь, чтобы теперь уже по настоящему посвятить себя кун-фу, а затем уже делом помочь своим друзьям-красильщикам.
Все его усилия попасть в легендарный храм кун-фу для обучения оказались безуспешными, так как Сань Дэ изначально знал, что Чжоу Жэньцзе не является ни монахом, ни послушником, но, однако, позволяет тому устроиться в храм в качестве стропильщика, чинящего крышу и ставящего леса для общего ремонта. Герой же, не забывая о своей мечте, всё своё свободное время посвящает напряженным тренировкам, подражая хорошо видным сверху занятиям монахов. Пока герой заканчивает ремонт, проходит около года. Устроиться учеником в храм так и не удается, глава монастыря изгоняет его, однако незаметно провожает улыбкой.
Вернувшись домой, Чжоу Жэньцзе видит своего брата и друзей в ещё более плачевном состоянии. Те интересуются, научился ли он кун-фу, однако герой отвечает, что он не учился, а лишь ставил леса. На вопрос, почему тот вернулся, Жэньцзе отвечает, что его прогнали, и в порыве чувств подбрасывает одного из работников на несколько метров. Увидев это, работники догадываются, что на самом деле Жэньцзе научился кун-фу, но не осознал этого. Они решают доказать это герою, "напав" на него, но Жэньцзе их всех с лёгкостью побеждает. Так герой понял, на что намекал Сань Дэ.
На следующий день Чжоу Жэньцзе появляется в красильне в образе монаха, но уже не притворяется Сань Дэ, а называет своё настоящее имя. Он вступает в схватку с работниками-маньчжурами, используя в бою бамбуковые верёвки, как те, которыми он связывал стропила в храме. На вопрос начальника, что это за кун-фу такое, Жэньцзе отвечает: "Кун-фу строителя". Затем герой побеждает всех нанятых маньчжуров, включая их лидера, ноги которого он привязывает верёвками к его же шесту.
Вскоре перед героем появляется господин Ван, хозяин красильни, тот самый, что нанял маньчжуров. Жэньцзе просит того вернуть работникам деньги за всё время работы, однако получает отказ. Видя, что господин Ван не пойдет на уступки без боя, герой заманивает его на стройку, где и начинается финальная схватка. Господин Ван и его телохранители виртуозно владеют в бою складными скамейками, однако Жэньцзе, используя окружение, одолевает их. Оставшись единственным боеспособным, господин Ван продолжает бой с Жэньцзе один на один. Герой предлагает тому прекратить бой, иначе тот может покалечиться, и обращает внимание на то, что сражается с ним, используя лишь 60% от своей силы – именно столько господин Ван задолжал своим работникам. Однако господин Ван продолжает бой, и Жэньцзе вынужден постепенно повышать силу и скорость своих ударов, дойдя до 90%. Наконец, господин Ван терпит поражение и соглашается вернуть работникам деньги. А после его ухода, Жэньцзе продолжает свои тренировки на стройке.

## В ролях
- Гордон Лю[англ.] — Чжоу Жэньцзе
- Кара Хуэй — Сяо Хун
- Сяо Хоу[англ.] — А Чао
- Кинг Ли — настоятель Сань Дэ[англ.]
- Джонни Ван — босс Ван Каофэн
- Ва Лунь
- Кюнь Винмань
- Чань Сикай
- Яу Чхёйлин
- Сэк Кон

## Отзывы
Критик Марк Поллард охарактеризовал фильм на ресурсе KungFuCinema.com, как «Безупречный фильм, обязательный для просмотра» (англ. «Flawless…A Must-See Film») и «Один из самых захватывающих фильмов, кунг-фу классику всех времён» (англ. «One of the most entertaining kung-fu classics of all time»; реплика вынесена на обложку фильма американского проката).